# تپه توپخانه ۱
تپه توپخانه ۱ مربوط به دوران‌های تاریخی پس از اسلام است و در استان قزوین، شهرستان آوج، بخش آبگرم، روستای آقچه دام واقع شده و این اثر در تاریخ ۲۵ خرداد ۱۳۸۱ با شمارهٔ ثبت ۵۷۸۹ به‌عنوان یکی از آثار ملی ایران به ثبت رسیده است.